# Cincuenta sombras liberadas
Cincuenta sombras liberadas (en inglés: Fifty Shades Freed) es la tercera y última entrega de la trilogía erótica Fifty Shades Trilogy escrita por la autora británica E. L. James. Después de aceptar la propuesta del empresario y CEO Christian Grey en Cincuenta sombras más oscuras, Anastasia Steele debe adaptarse no solo a la vida matrimonial, sino también al lujoso estilo de vida y la naturaleza controladora de su nuevo esposo. La edición en formato de bolsillo fue publicada por primera vez en abril de 2012.

## Trama
Anastasia «Ana» Steele y Christian Grey regresan a Seattle después de una larga luna de miel. Christian se disgusta al descubrir que Ana ha conservado su apellido de soltera en el trabajo. Ana comienza a usar a regañadientes el apellido Grey después de darse cuenta de lo importante que es para Christian. Como regalo de bodas tardío, Christian le regala la editorial Seattle Independent Publishing a Ana, planeando cambiarle el nombre a Grey Publishing.
Mientras Christian está en un viaje de negocios en Nueva York, Anastasia sale a tomar una copa con su vieja amiga Kate Kavanagh, a pesar de los deseos de Christian. Al regresar a casa, descubre que su antiguo jefe, Jack Hyde, quien fue despedido por intentar agredirla sexualmente, ha sido detenido por el personal de seguridad. Se encuentra cinta adhesiva en su bolsillo y en su furgoneta hay tranquilizantes y una nota de rescate, todas indicaciones de que tenía la intención de secuestrarla. Hyde es arrestado. Enfadado con Ana por desobedecerlo, Christian acorta su viaje de negocios. En Seattle, Christian está de mal humor mientras Ana duerme. En algún momento, discuten y Ana lo reprende por ser posesivo. Ella exige más libertad y acceso a sus amigos. Christian cede después de darse cuenta de lo mucho que significan los amigos de Ana para ella y de que hizo lo correcto al quedarse con Kate en lugar de en casa. Más tarde, la sorprende con un viaje a Aspen, junto con Kate, Elliot, Mia y el hermano de Kate, Ethan. Mientras están allí, Elliot le propone matrimonio a Kate, quien acepta.
El padrastro de Ana, Ray, está en coma inducido médicamente después de un accidente automovilístico. Después de despertar unos días más tarde, Ana y Christian organizan trasladarlo a Seattle para que se recupere. También es el fin de semana del cumpleaños de Ana, y Christian la sorprende con toda su familia y amigos en una cena. Él le regala un brazalete con dijes que representan todos sus "primeros momentos", incluido un helado para representar su relación "vanilla". Christian también le regala un coche. Poco después, Ana descubre que está embarazada. Christian la acusa enojado de quedarse embarazada a propósito y se va. Regresa a la mañana siguiente ebrio, diciendo que Ana elegirá al bebé, a quien él cree que será un niño, sobre él. Ana dice que podría ser una niña, aunque Christian se niega a aceptarlo debido a su naturaleza sexista. Ana se enfurece cuando descubre un mensaje de texto en el teléfono de Christian de su ex-amante Elena Lincoln, la mujer que lo sedujo cuando tenía quince años y lo introdujo al estilo de vida BDSM. El mensaje indica que se encontraron para tomar una copa.
Las siguientes dos mañanas, Anastasia y Christian apenas se hablan, aunque él insiste en que su relación con Elena terminó hace mucho tiempo. Cuando Christian está fuera por negocios durante unos días, Ana recibe una llamada de Hyde. Ha secuestrado a Mia Grey y exige $5 millones en dos horas. Advierte a Ana que no le cuente a nadie o matará a Mia.
Anastasia finge estar enferma y regresa a casa para escapar de su guardaespaldas. Toma una pistola y va al banco. Antes de recoger el dinero, el gerente sospechoso llama a Christian, quien pregunta a Ana qué está pasando. Al principio cree que ella lo está dejando, pero se da cuenta de que algo no está bien. Luego se acerca a un automóvil que espera, sorprendida de que la cómplice de Hyde sea Elizabeth Morgan, su compañera de trabajo. Hyde le había indicado a Ana que desechara su teléfono, pero ella lo engaña escondiendo su teléfono en la bolsa de dinero y entregando el teléfono del gerente para que lo desechen en su lugar. Con su teléfono real en la bolsa, Christian y Taylor, quienes ya han sabido de la desaparición de Mia y llamaron al 911, rastrean la ubicación de Ana. Cuando Ana y Liz llegan al lugar de Hyde, un Hyde enojado golpea a Ana por venganza por perder su trabajo y Ana cae al suelo, golpeándose la cabeza, lo que hace que Elizabeth se preocupe por la seguridad de Ana. Enfadada, Elizabeth discute con Hyde. Con Ana en el suelo, y Hyde distraído por Liz, Ana dispara a Hyde en la pierna. Mientras comienza a desmayarse, escucha a Christian llamándola por su nombre.
Ana despierta tres días después en el hospital con Christian a su lado. A pesar de seguir ansioso por la paternidad, se da cuenta de lo importante que es su bebé para ella, y se reconcilian. Ana regresa a casa al día siguiente. Christian descubre de su investigador privado que él y Hyde tenían la misma familia de acogida. Christian le cuenta a Ana cómo conoció y fue seducido por Elena. Al introducir a Christian en el mundo del BDSM, Elena lo ayudó. Si ella no hubiera intervenido, todavía estaría plagado de horribles recuerdos de su madre y nunca habría logrado controlar su vida. Recientemente había estado buscando hablar con alguien sobre sus problemas, y después de no poder contactar a su psiquiatra, el Dr. Flynn, Christian fue al salón de Elena. Ella lo llevó a tomar algo y lo ayudó a relajarse. A pesar de haberle hecho un avance, Elena se dio cuenta de que Christian amaba a Ana y acordó dejarlo en buenos términos. Christian asegura a Ana que hizo lo correcto al llamarlo por su comportamiento, ya que Flynn tenía razón; todavía tiene mucho que madurar.
Al día siguiente, un furioso Christian descubre que el exesposo de Elena, Eric Lincoln, había sacado a Jack de la cárcel por despecho por su aventura con Christian. Christian le cuenta a Ana que después de enterarse de la aventura, Eric golpeó severamente a Elena y se divorció de ella. A pesar de las súplicas de Christian, Elena se negó a presentar cargos contra Eric por culpa de la aventura. Christian se vengó comprando la empresa maderera de Eric Lincoln para venderla. Elizabeth confesó a la policía que fue chantajeada por Hyde para ser su cómplice.
Siete meses después, Ana y Christian tienen un hijo al que llaman Theodore Raymond Grey, apodado Teddy. Dos años más tarde, Ana está embarazada de seis meses de su segundo hijo, Phoebe. Elliot y Kate se han casado y tienen una hija de dos meses llamada Ava. Después de tener relaciones sexuales BDSM, Ana y Christian se preparan para celebrar el segundo cumpleaños de Teddy con su familia y amigos.

## Personajes
- Anastasia «Ana» Rose Grey: Editora de encargos en SIP (Seattle Independent Publishing) y esposa de Christian Grey.
- Christian Grey: Hijo adoptivo de la Dra. Grace Trevelyan-Grey y Carrick Grey. CEO de 28 años de Grey Enterprise Holdings, Inc. y esposo de Anastasia.
- Jason Taylor: El guardaespaldas más confiable de Christian y jefe del equipo de seguridad de Christian.
- Luke Sawyer: Guardaespaldas a cargo de la protección de Ana.
- Jack Hyde: Antiguo jefe de Ana y principal antagonista.
- Mia Grey: Hija adoptiva de Carrick Grey y la Dra. Grace Trevelyan-Grey, y hermana menor de Christian Grey y Elliot Grey.
- Katherine «Kate» Kavanagh: Mejor amiga de Ana y esposa de Elliot Grey.
- Elliot Grey: Hermano mayor de Christian Grey y Mia Grey y esposo de Katherine.
- Elena Lincoln: Amiga anterior de Grace Trevelyan-Grey y exdominante de Christian. El esposo de Elena, Eric, descubrió su aventura con Christian, la golpeó severamente y se divorció de ella. Se negó a presentar cargos contra él por culpa. Uno de los principales antagonistas en Cincuenta sombras más oscuras.
- Dra. Grace Trevelyan-Grey: Madre adoptiva de Christian.
- Carrick Grey: Padre adoptivo de Christian.
- Ray Steele: Padrastro de Ana, quien la adoptó y le dio su apellido.
- Ethan Kavanagh: Hermano mayor de Kate Kavanagh.
- Nishant Mishra: Portero de la oficina corporativa de Christian.
- Leila Williams: Una antigua sumisa de Christian.
- Elizabeth Morgan: Colega de Ana en SIP y cómplice de Jack Hyde.
- Sr. Eric Lincoln: Propietario de Lincoln Timbers y exesposo de Elena.
- Theodore «Teddy» Raymond Grey: Hijo de Anastasia y Christian Grey.

## Adaptación cinematográfica
Sam Taylor-Johnson, la directora de la adaptación cinematográfica del primer libro de la serie, Cincuenta sombras de Grey, confirmó el 6 de febrero de 2015 que tanto Cincuenta sombras liberadas como el segundo libro de la trilogía, Cincuenta sombras más oscuras, también serían adaptados para el cine. En noviembre de 2015, Universal Studios anunció que ambas películas serían filmadas de manera consecutiva, con la fotografía principal programada para comenzar a principios de 2016. La película se estrenó el 9 de febrero de 2018.